# おねがい☆チュータ
『おねがい☆チュータ』とは、日本のサウンドドラマ作品。『おねがい☆ツインズ』の続編にあたる作品。

## 概要
2007年6月22日発売の「おねがい☆ティーチャー MEMORIAL BOX」と2007年9月25日発売の「おねがい☆ツインズ MEMORIAL BOX」に特典として付属したドラマCDで、「おねがい☆ティーチャー MEMORIAL BOX」に付属する前編と「おねがい☆ツインズ MEMORIAL BOX」に付属する後編で構成されている。
おねがい☆ティーチャーから3年後の夏を舞台としている。なお、題名のチュータとは家庭教師 (tutor) のこと。

## ストーリー
主人公である四道跨は、草薙桂など同級生が卒業し新生活を始める中、一人浪人生となり引きこもっていた。そこに森野苺の手引きにより、星祭遥香が家庭教師としてやってくる。作中で散々な扱いであった四道に春が来るのか。そして、突然家庭教師となった星祭とは…。

## 登場人物
四道 跨（しどう またぐ）
声：三浦祥朗
星祭遥香（ほしまつり　はるか）
声：仙台エリ
四道 晴子（しどう はるこ）
声：新谷良子
斉藤壕（さいとう　ごう）
声：浜田賢二
ジョニー
声：浜田賢二
織部 椿（おりべ つばき）
声：根谷美智子
森野 苺（もりの いちご）
声：田村ゆかり
神城 麻郁（かみしろ まいく）
声：浪川大輔
宮藤 深衣奈（みやふじ みいな）
声：中原麻衣
小野寺 樺恋（おのでら かれん）
声：清水愛
風見 みずほ（かざみ みずほ）
声：井上喜久子
草薙 桂（くさなぎ けい）
声：保志総一朗
まりえ
声：金田朋子

## スタッフ
- 原作：Please!
- 監修：井出安軌
- 脚本：黒田洋介
- 演出：菊田浩巳
- 音楽：I've／折戸伸治／feel／細井聡司（hosplug）／ZIZZ　produced by Aifmade+

## 関連商品
- おねがい☆ティーチャー MEMORIAL BOX ASIN B000O77LGK
- おねがい☆ツインズ MEMORIAL BOX ASIN B000OCYDRU